# Roger Taylor (Queen)
Roger Meddows Taylor (ur. 26 lipca 1949 w King’s Lynn) – brytyjski muzyk rockowy. Najbardziej znany jako perkusista grupy Queen, ponadto był wokalistą The Cross i nagrał pięć albumów solowych.
Oprócz gry na perkusji, potrafi śpiewać mocnym głosem o ciekawej barwie. Niejednokrotnie występował jako główny wokalista w utworach Queen, np. „Rock It (Prime Jive)”, czy „I’m in Love with My Car”. Jest współtwórcą grupy i autorem przebojów, m.in. „Radio Ga Ga” i „A Kind of Magic”. Już od pierwszego albumu Queen pracował na sukces z całym zespołem, pisząc i śpiewając. Na każdym albumie Queen znajdował się przynajmniej jeden utwór napisany przez Taylora, a do 1982 przeważnie to on był głównym wokalistą we własnych utworach. Ponadto gra na wielu instrumentach, włączając gitarę (elektryczną, klasyczną oraz basową) i instrumenty klawiszowe. W 1979 zakupił swój pierwszy syntezator Oberheim Obx, którego barwy później można było usłyszeć na płytach Queen (m.in. The Game, Flash Gordon).
Produkował swoje solowe projekty, współprodukował Queen i innych wykonawców. Dziś ma swoje studia nagraniowe, produkuje i promuje muzykę.

## Życiorys

### Rodzina i edukacja
Jest synem Michaela Taylora, inspektora żywności w ministerstwie rolnictwa i jego żony, Winifred Meddows-Taylor. Po przeprowadzce do Truro w Kornwalii podjął naukę w prywatnej szkole Truro Cathedral School i dołączył do miejscowego chóru. W międzyczasie uczył się grać na ukulele oraz na gitarze, później zdecydował się na naukę gry na perkusji. W 1967 rozpoczął edukację w London Hospital Medical College z zamiarem bycia dentystą. Znudzony tym kierunkiem, przeniósł się na biologię w londyńskiej politechnice, choć później przyznał, że wyłącznym powodem pójścia do college’u była możliwość mieszkania w Londynie.

### Z Queen
W odpowiedzi na ogłoszenie „Poszukiwany perkusista w stylu Gingera Bakera”, Taylor dołączył do zespołu Smile, w którym poznał Briana Maya i Tima Staffella. Poznał także Freddiego Mercury’ego, który grał wówczas w zespole Wreckage i zostali przyjaciółmi. Kiedy rozpadła się grupa Smile (odszedł Tim Staffell), ta trójka – Taylor, May i Mercury – założyła Queen. Do zespołu dołączył później John Deacon i w tym składzie pracowali aż do śmierci Mercury’ego w 1991.
Po śmierci Mercury’ego oraz poświęconym mu koncercie The Freddie Mercury Tribute Concert, wraz z pozostałymi członkami Queen brał udział w wielu akcjach wspierających walkę z AIDS i innej muzycznej działalności, m.in. w nagraniu „We Will Rock You” z Five (2000) czy „We Are the Champions” z Robbiem Williamsem(2000). Wraz z Brianem Mayem wziął udział w reaktywacji Queen – trasie koncertowej z Paulem Rodgersem, która rozpoczęła się wiosną 2005. Pełnił wówczas zarówno obowiązki perkusisty, jak i wokalisty, śpiewając m.in. klasyki takie jak „I’m In Love With My Car”.

#### Z innymi zespołami

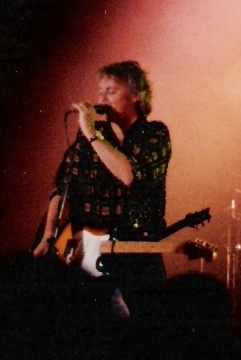
Taylor z The Cross (1990)

W latach 1994–2004 sporadycznie udzielał się jako współpracownik na koncertach
zespołu SAS Band; publicznie wystąpił z tym zespołem w styczniu 2009, w maju 2013, w sierpniu 2018 (na festiwalu WeyFest Music Festival), we wrześniu 2021 i w grudniu 2024.
Podczas przerwy w działalności Queen po 1986 założył zespół The Cross, z którym koncertował. Z zespołem wydał trzy płyty: Shove It (1988), Mad, Bad and Dangerous to Know (1990) i Blue Rock (1991). Autorem wszystkich kompozycji na pierwszej z nich jest Taylor, pozostałe tworzyli też inni członkowie zespołu. Zespół koncertował przez kilka lat, zawiesił działalność po koncercie 29 lipca 1993.
W październiku 2006 ze swoim synem Felixem założył projekt Felix & Arty, pod którego szyldem nagrał utwór „Woman You’re So Beautiful”.

#### Solowo
W projektach solowych pełnił nie tylko rolę perkusisty i wokalisty, ale często grał również na gitarze, basie i syntezatorach. Pierwszym jego solowym wydawnictwem był singiel „I Wanna Testify / Turn On the TV” z 1977. 4 kwietnia 1981 wydał swój pierwszy solowy album pt. Fun in Space, na którym napisał cały materiał oraz zagrał na nim prawie wszystkie partie instrumentów. Płytę promował singlami: „Future Management” i „My Country”.
25 czerwca 1984 wydał album pt. Strange Frontier, na którym umieścił m.in. utwory: „It’s an Illusion” (z gościnnym udziałem Johna Deacona na basie i Ricka Parfitta na gitarze) i „Killing Time” (z udziałem Freddiego Mercury’ego), a także covery piosenek: „Racing in the Streets” Bruce’a Springsteena i „Masters of War” Boba Dylana. Płytę promował singlem „Man on Fire” i tytułowym utworem.
9 września 1994 wydał trzeci solowy album pt. Happiness?, który promował na trasie koncertowej Happiness Tour. Jest najbardziej zaangażowanym politycznie członkiem Queen. W 1994 wydał singiel atakujący neonazistów.
W 1998 wydał solowy album pt. Electric Fire, który promował singlami: „Pressure On” i „Surrender” oraz trasą koncertową Electric Fire Tour po Anglii.
12 sierpnia 2012 razem z Brianem Mayem wystąpił w ceremonii zamknięcia XXX Letnich Igrzysk Olimpijskich w Londynie.
W 2013 wydał piąty solowy album pt. Fun on Earth oraz box The Lot zawierający reedycje wszystkich solowych płyt Taylora oraz albumów The Cross. 27 października 2014 w USA ukazał się album Best, zawierający wybór solowych utworów artysty z wszystkich albumów – od Fun in Space do Fun on Earth. 17 listopada 2014 ukazał się singel z nagraną na nowo wersją utworu Band Aid „Do They Know It’s Christmas” z udziałem Taylora.
5 maja 2017 na serwisie iTunes ukazała się piosenka Taylora „Journey’s End”. 24 lipca ukazał się singel nie pochodzący z albumu – „Two Sharp Pencils”. 2 lutego 2019 wystąpił z utworem „Under Pressure” w koncercie zespołu Foo Fighters w Atlancie w USA. 1 kwietnia opublikował na platformie YouTube utwór „Gangsters Are Running This World”. 21 czerwca 2020 w formacie mp3 ukazał się utwór Taylora „Isolation”.
19 sierpnia 2021 wydał singel "We’re All Just Trying to Get By", który zapowiedział kolejny solowy album pt. Outsider. Drugi singiel z płyty, „The Clapping Song”, wydał 16 września. 1 października ukazał się jego szósty album, Outsider. Na wersji albumu wydanej w Japonii znalazła się nowa wersja utworu „Surrender” z albumu Electric Fire.
30 marca 2022 został kawalerem Orderu Imperium Brytyjskiego. 4 grudnia 2023 wziął udział w koncercie poświęconym pamięci wokalisty Procol Harum, Gary’ego Brookera.
18 listopada 2024 po raz drugi ukazał się singiel Band Aid „Do They Know It’s Christmas?” z udziałem Taylora. W 2025 z wieloma innymi artystami nagrał cover Hanka Marvina "Let There Be Drums".

## Życie prywatne
Znany jest w mediach jako intensywny imprezowicz. W latach 80. dużo palił, znane jest jego zamiłowanie do szybkich samochodów, alkoholu i kobiet. Przed każdym koncertem wypija dwa łyki szkockiej whisky.
W 1999 wydany został znaczek pocztowy, upamiętniający życie Freddiego Mercury’ego. W tle widać było Taylora, co wzbudziło spore kontrowersje, gdyż zwyczajem jest, że tylko członkowie rodziny królewskiej mogą za życia znaleźć się na znaczkach.
Aby zachować anonimowość, podczas rezerwacji miejsc w hotelu używa pseudonimu Roy Tanner lub Rudolph de Rainbow.

## Dyskografia

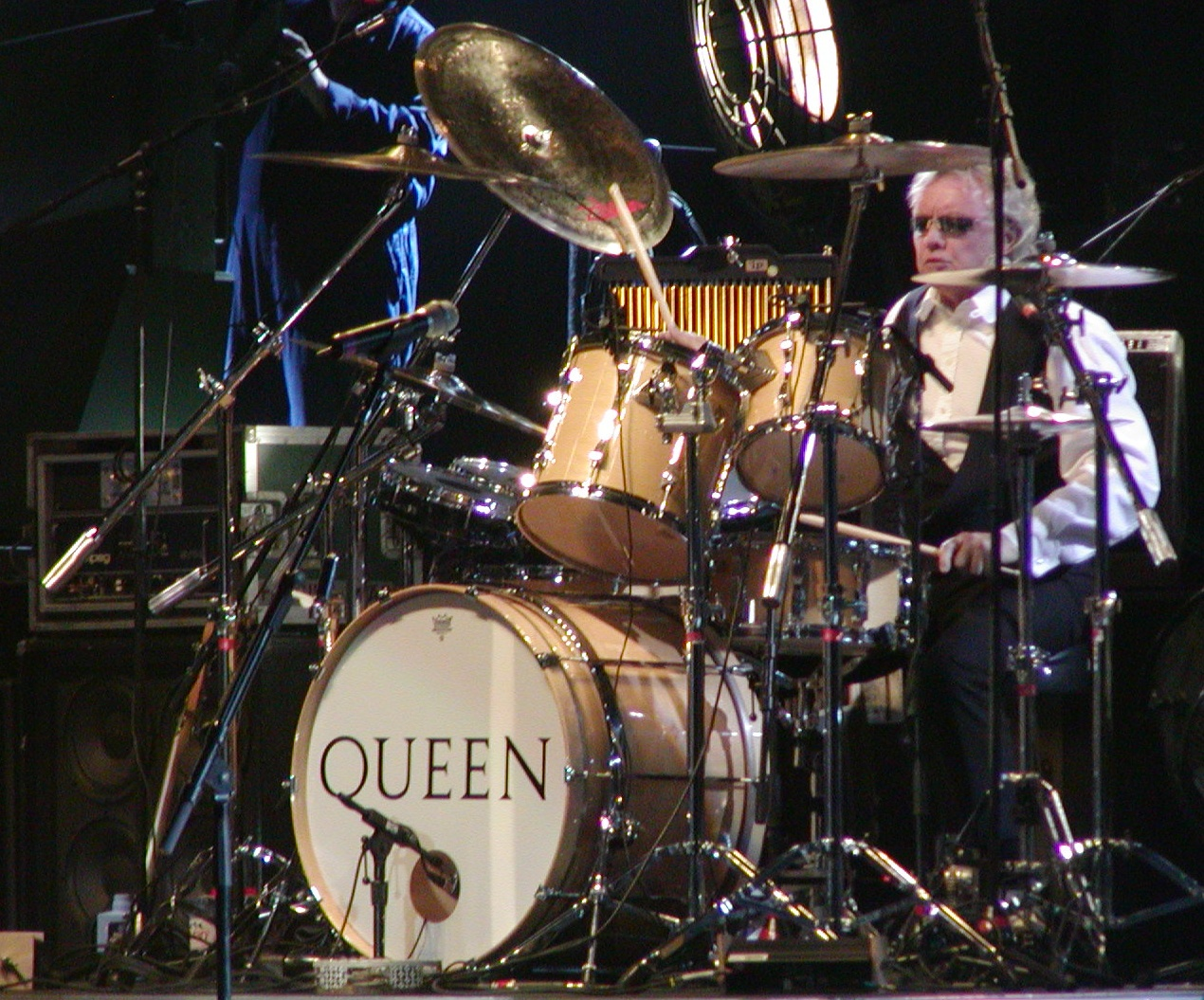
Taylor (2005)

### Single (pochodzące z albumów)
- 1981 Future Management / Laugh Or Cry (album Fun in Space)
- 1981 My Country (Single Edit) / Fun In Space (album Fun in Space)
- 1981 Let’s Get Crazy / Laugh Or Cry (wydany w USA, Canada, Japonia i Australia album Fun in Space)
- 1984 Man On Fire / Killing Time (7") (album Strange Frontier)
- 1984 Man On Fire (Extended Version) / Killing Time (12") (album Strange Frontier)
- 1984 Strange Frontier / I Cry for You (Remix) (7") (album Strange Frontier)
- 1984 Strange Frontier (Extended Mix) / I Cry for You (Extended Mix) / Two Sharp Pencils (12") (album Strange Frontier)
- 1984 Beautiful Dreams / Young Love (wydany tylko w Portugalia album Strange Frontier)
- 1994 Nazis 1994 (Single Version) / Nazis 1994 (Radio Mix) (7") (album Happiness?)
- 1994 Nazis 1994 (Single Version) / Nazis 1994 (Radio Mix) / Nazis 1994 (Makita Mix-Extended) / Nazis 1994 (Big Science Mix) (12") (album Happiness?)
- 1994 Nazis 1994 (Single Version) / Nazis 1994 (Radio Mix) / Nazis 1994 (Kick Mix) / Nazis 1994 (Schindler’s Mix-Extended) / Nazis 1994 (Makita Mix-Extended) / Nazis 1994 (Big Science Mix) (CD) (album Happiness?)
- 1994 Foreign Sand (Single Version) / ' you had to be there' (7") (album Happiness?)
- 1994 Foreign Sand (Single Version) / ' you had to be there’ / Foreign Sand (Album Version) / Final Destination (12” / CD) (album Happiness?)
- 1994 Happiness / Ride The Wild Wind (Live Version) (7") (album Happiness?)
- 1994 Happiness / Dear Mr Murdoch / Everybody Hurts Sometime (Live Version) / Old Friends (Live Version) (12") (album Happiness?)
- 1994 Happiness / Loneliness... / Dear Mr Murdoch / I Want to Break Free (Live Version) (CD) (album Happiness?)
- 1998 Pressure On (Single Edit) / A Nation Of Haircuts / Surrender (CD) (wydany tylko w Holandia jako Promo album Electric Fire)
- 1998 Pressure On (Single Edit) / People On Streets (Mashed) / Tonight (Dub Sangria) (7" / CD) (album Electric Fire)
- 1998 Pressure On (Single Edit) / Dear Mr Murdoch / Keep On Knockin' (CD) (album Electric Fire)
- 1999 Surrender (Radio Mix) / London Town C’mon Down (Single Mix) (7") (album Electric Fire)
- 1999 Surrender (Radio Mix) / A Nation Of Haircuts (Club Cut) / London Town C’mon Down (Single Mix) (CD) (album Electric Fire)
- 1999 Surrender (Live) / No More Fun (Live) / Tonight (Live) / Surrender (The Video Live) (CD) (album Electric Fire)
- 2009 The Unblinking Eye (Everything Is Broken) (jako Digital Download) (album Fun on Earth)
- 2010 The Unblinking Eye (Everything Is Broken) / The Unblinking Eye (Everything Is Broken) (Almost Completely Nude) / The Unblinking Eye (Everything Is Broken) (In The Studio-Video) (CD) (album Fun on Earth)
- 2013 Sunny Day (Promo CD-R Acetate) (album Fun on Earth)
- 2013 Up (Promo CD-R Acetate) (album Fun on Earth)
- 2013 Be With You (Promo CD-R Acetate) (album Fun on Earth)
- 2021  We’re All Just Trying to Get By (w duecie z KT Tunstall) (album Outsider)
- 2021 The Clapping Song (album Outsider)

### Single (nie znalazły się na albumach)
- 1977 I Wanna Testify / Turn On the TV
- 1988 Manipulator / Stand Up For Love (7") (z grupą The Cross wydany tylko na UK i Niemcy)
- 1988 Manipulator (Extended) / Stand Up For Love / Manipulator (7" Version) (12") (z grupą The Cross wydany tylko na Wielka Brytania i Niemcy)
- 2006 Woman You’re So Beautiful (But Still A Pain In The Ass...) (Main Mix) / Woman You’re So Beautiful (But Still A Pain In The Ass...) (Dance Hall Mix) / Woman You’re So Beautiful (But Still A Pain In The Ass...) (Mad Mix) (jako Felix & Arty) (jako Digital Download i Promo CD-R Acetate)
- 2011 Dear Mr. Murdoch 2011 (tylko jako Digital Download)
- 2017 Two Sharp Pencils (CD, EP, winyl)
- 2018 Journey’s End (winyl)

### Single (z grupąThe Cross)
- 1987 Cowboys And Indians (Single Edit) / Love Lies Bleeding (She’s A Wicked, Wily Waitress) (Single Version) (7") (z albumu Shove It)
- 1987 Cowboys And Indians (Full Length Version) / Love Lies Bleeding (She’s A Wicked, Wily Waitress) (Single Version) (12") (z albumu Shove It)
- 1987 Cowboys And Indians (Single Edit) / Cowboys And Indians (Full Length Version) / Love Lies Bleeding (She’s A Wicked, Wily Waitress) (Single Version) (CD) (z albumu Shove It wydane jako promo)
- 1988 Shove It / Rough Justice (7") (z albumu Shove It)
- 1988 Shove It (Extended Mix) / Shove It (Metropolix) / Rough Justice (12") (z albumu Shove It)
- 1988 Shove It (7" Version) / Rough Justice / Cowboys And Indians (Single Edit) / Shove It (12” Extended Version) (CD) (z albumu Shove It)
- 1988 Shove It / Feel The Force (7") (z albumu Shove It, wydany tylko w USA i Kanadzie)
- 1988 Heaven For Everyone (Roger Taylor Vocal) / Love On A Tightrope (Like An Animal) (7") (z albumu Shove It)
- 1988 Heaven For Everyone (Roger Taylor Vocal) / Love On A Tightrope (Like An Animal) / Contact (12") (z albumu Shove It)
- 1988 Heaven For Everyone (Roger Taylor Vocal) / Heaven For Everyone (Freddie Mercury Vocal) / Contact (12") (z albumu Shove It, wydany tylko w Niemczech)
- 1988 Heaven For Everyone (Roger Taylor Vocal) / Love On A Tightrope (Like An Animal) / Contact (CD) (z albumu Shove It, wydany w Japonii)
- 1988 Manipulator / Stand Up For Love (7") (wydany tylko w Wielkiej Brytanii i Niemcy)
- 1988 Manipulator (Extended) / Stand Up For Love / Manipulator (7" Version) (12") (wydany tylko w Wielkiej Brytanii i Niemczech)
- 1990 Power To Love (7" Version) / Passion For Trash (7") (z albumu )
- 1990 Power To Love (Extended Version) / Passion For Trash / Power To Love (7" Version) (12” / CD) (z albumu )
- 1990 Liar (7" Version) / In Charge Of My Heart (7") (z albumu , wydany tylko w Niemczech)
- 1990 Liar (12” Mix) / In Charge Of My Heart (Extended Version) / Liar (7" Version) (12” / CD) (z albumu , wydany tylko w Niemczech)
- 1990 Final Destination / Penetration Guru (7") (z albumu , wydany tylko we Francji)
- 1990 Final Destination / Penetration Guru / Man On Fire (Live) (12” / CD) (z albumu , wydany tylko we Francji i Niemczech)
- 1991 New Dark Ages (7" Version) / Ain’t Put Nothin’ Down (Single Version) (7") (z albumu Blue Rock, wydany tylko w Niemczech)
- 1991 New Dark Ages (Album Version) / Ain’t Put Nothin’ Down (Single Version) / Man On Fire (Live) (12") (z albumu Blue Rock, wydany tylko w Niemczech)
- 1991 New Dark Ages (7" Version) / Ain’t Put Nothin’ Down (Single Version) / Man On Fire (Live) / New Dark Ages (Album Version) (CD) (z albumu Blue Rock, wydany tylko w Niemczech)
- 1991 Life Changes (7" Version) / Put It All Down To Love (Single Version) / Life Changes (Album Version) / Heartland (CD) (z albumu Blue Rock, wydany tylko w Niemczech, wycofany z powodu śmierci Mercury’ego)

### Albumy solowe
- 1981 Fun in Space
- 1984 Strange Frontier
- 1994 Happiness?
- 1998 Electric Fire
- 2013 Fun on Earth
- 2021 Outsider

### AlbumyThe Cross
- 1988 Shove It
- 1990 Mad Bad and Dangerous to Know
- 1991 Blue Rock